# Sakhalin
Sakhalin (russisk: Сахалин, tr. Sakhalin) er en russisk ø i det nordlige Stillehav. Øen er Ruslands største med et areal på 78.000 km² og en længde på 948 km og en bredde på mellem 25 og 170 km. Sammen med en række japanske øer udgør den grænsen for det Japanske Hav. Hovedby er Jusno-Sakalinsk med 175.000 indbyggere.
Det europæiske navn stammer fra forvanskning af Manchu navnet sahaliyan ULA angga hada (udmundingen af Amur-floden). Sahaliyan betyder sort i Manchu og henviser til Amur-floden (sahaliyan ULA). Dens japanske navn, Karafuto (桦太) kommer fra ain Kamuy-Kara-Puto-Ya-Mosir (Kara Puto), hvilket betyder "Gud i munden af vand, jord". Japanerne gen-døbte øen under deres besiddelse af den sydlige del (1905-1945).

## Geografi
Sakhalin er adskilt fra fastlandet ved det snævre og lavvandede Mamiya- eller Tatarstrædet, der ofte fryser til om vinteren i den smallere del, og fra Hokkaido, (Japan), ved Soya- eller La Pérouse-strædet. Sakhalin er den største ø i Rusland, er 948 km lang og 25 til 170 km bred, med et areal på 78.000 km ².
Sakhalin, også Saghalien, er en stor 700 km aflang ø i det nordlige Stillehav, beliggende mellem 45 ° 50 'og 54 ° 24' N. Det er en del af Rusland og er den største ø, administreret som en del af Sakhalin Oblast.

### Landskab
Øen har en langstrakt form. I den nordlige del af Sakhalin hæver sig inden for den sumpede kystslette en høj bjergryg, der strækker sig fra nord til syd. Længere mod syd findes to bjergkæder, der indeslutter et lavland, som gennemstrømmes af floden Poronaj. Den østlige bjergkæde, der indeholder øens højeste bjerg, Lopatina (1609 m), fortsætter mod sydøst ud på en halvø, som ender i Kap Terpenija. Mellem denne halvø og øens hovedmasse ligger Terpenija-bugten. Vest for denne bugt strækker øen sig endnu længere mod syd, indtil den deler sig i de to halvøer, der omslutter Aniva-bugten. Den vestlige halvø adskilles ved La-Pérouse-strædet fra Jesso. Bjergene består af sedimenter fra Kridt- og Tertiærtiden, hvoriblandt findes værdifulde kullag. De øverste dele af bjergene er ofte takkede og stejle, de lavere dele har mere afrundede Former.

## Klima
Klimaet er koldttempereret med stor forskel i varme på sommer og vinter. Dui har i januar en middeltemperatur af -16,3 , i juli 16,7oC. I Korsakovskij ved Aniva-bugten har de samme måneder -8,7 og 18,0oC i middeltemperatur. Regnmængden er i gennemsnit af 5 stationer 54 cm, hvoraf over halvdelen falder i månederne august—november.

## Plantevækst
Plantevæksten på den sydlige del af øen slutter sig til Jesso og Manchuriet. Inden for kystens sandede strækninger, hvor rynket rose (Rosa rugosa) ofte danner krat, findes enge, hvis græstæppe oplives af mangfoldige stauder og buske: korktræ (Phellodendron), celaster (Celastrus), benved (Euonymus), hortensia (Hydrangea) m.fl.), hvortil kommer trægrupper og småskove af poppel, pil, elm og eg. Ved floderne vokser hyppig hestehov (Petasites giganteus) med mandshøje bladstilke. Længst mod syd afløses denne vegetation i en højde af 800 m o. h. af nåleskove. Ved en linje mellem Dui og Poronai’s munding når de ned til kysten. De almindeligste skovtræer er østsibirisk lærk (Larix gmelinii), gran (Picea ajanensis), sakhalinædelgran (Abies sachalinensis) og kamtjatkabirk (Betula ermanii). På åbne pletter danner en bambusart (Arundinaria kurilensis) ofte uigennemtrængelige tykninger. Over skovgrænsen følger krat af krybefyr (Pinus pumila). Længst mod nord findes skovgrænsen i ringe højde over havet. Mostæppet er i skovbunden ofte meget dybt, mange steder forsumper skoven og afløses af højmose.

## Dyreliv
Floderne er rige på laks og forel, havet på torsk, sild og tunger. I skovene og på moserne lever bjørn, zobel, ræv, rensdyr, odder og flere vigtige jagtdyr. Undertiden kom endog en tiger fra Sibirien over, når Tatar-Bugten var tilfrossen. I havet omkring Sakhalin ses ofte gråhvaler og beluga-hvaler.

## Befolkningsforhold
De oprindelige folk på øen er Sakhalin ain, Oroker, og Nivker. [1]
Befolkningen voksede meget stærkt fra 1891 og frem til 1. verdenskrig: i 1891 var hele øens befolkning kun 17.051 individer. Den oprindelige befolkning bestod efter 1. verdenskrig af ca. 2.000 giljaker mod nord, 2.500 ainoer mod syd og 300 orotšhoner, der levede af fiskeri og jagt. Foruden disse levede i den nordlige del nogle hundrede japanere, kinesere og koreanere, men størstedelen af befolkningen var russere. I ældre tid forvistes mange forbrydere til øen for at anvendes i kulminerne, til vejarbejde eller andet strafarbejde, medens andre bosattes i landsbyer, hvor de ernærede sig ved landbrug.
Til den sydlige del indvandrede efter 1. verdenskrig en betydelig mængde japanere, hvoraf de fleste levede af fiskeri (navnlig efter sild), andre af landbrug og minedrift. De fleste ain flyttede til Hokkaido, da japanerne blev bortvist fra øen i 1949 [2].

## Historie
Sakhalin var beboet i den yngre stenalder. Der er blevet fundet flintredskaber, som dem der findes i Sibirien, i stort antal ved Dui og Kusunai, samt polerede stenøkser som ligner de europæiske, primitive lerpotter med dekorationer magen til dem, som kendes fra Olonet, og stenvægte til fiskenet. Senere har en befolkning, som kendte til bronze efterladt sig spor, bl.a. i jordvægge og køkkenmøddinger ved Aniva-bugten.
Den indfødte befolkning i Sakhalin omfatter Ainu på den sydlige halvdel, Oroks i den centrale region, og Nivkhs på den nordlige del.
Kinesiske kilder nævner Xianbei- og Hezhe-stammerne, der baserede deres tilværelse på fiskeri. Ming-dynastiet omtalte øen som Kuyi, og senere som Kuye. I en kort periode (1409-1435) var Kuye under administration af Nurkal, en administration, der blev oprettet af Ming-dynastiet og der findes stadig en Ming grænsesten på øen. Ifølge Wei Yuans arbejde Military history of the Qing Dynasty, blev der sendt 400 soldater til Sakhalin i 1616, på grund af japanske kontakter med området, men de blev trukket tilbage, da det viste sig at der ikke var nogen trussel derfra.
Japanerne forsøgte at etablere sig i den sydlige ende af Sakhalin ved Ootomari i 1679. Kartografer fra Matsumae-klanen skabte et kort over øen og kaldte det "Kita-Ezo" (Nord-Ezo, Ezo er det gamle navn på Hokkaido). Nerchinsk-traktaten af 1689 mellem Rusland og Kina, som definerede Stanovoy-bjergene som grænsen, omtaler ikke øen. Alligevel besatte Rusland Sakhalin med en hær bestående af straffefanger fra det 18. århundrede og fremefter. Kina hævdede også at have suverænitet over øen, selvom den kinesiske regering ikke havde militære styrker på øen. Både Japan og Rusland forsøgte at kolonisere øen, fra hver sin ende.
Sakhalin blev kendt i Europa fra rejsebeskrivelser af Ivan Moskvitin og Martin Gerritz de Vries i det 17. århundrede, og endnu bedre fra beskrivelser af Jean-François de La Pérouse (1787) og Ivan Krusenstern (1805). Begge mente dog at øen var en halvø, og kendte ikke til Tartary-strædet,som blev opdaget i 1809 af Mamiya Rinzo.
Sakhalin-øen
Japan proklamerede suverænitet over hele øen i 1845, samt over Kurilerne, idet de hævdede at de var en naturlig del af Hokkaido. Rusland protesterede mod dette, og den russiske kaptajn Gennadij Nevelskoy påviste i 1849 endeligt at der var et stræde, som adskilte øen fra de japanske områder, og russerne etablerede sig på trods af protester fra både Kina og Japan på Sakhalin.
I 1855 underskrev Rusland og Japan Shimoda-traktaten, således at begge landes borgere kunne bosætte sig på øen: russerne i nord, og japanerne i syd, uden at der dog blev anlagt en klar grænse. Rusland skulle afvikle sin militærbase i Ootomari. Efter opiumskrigen tvang Rusland Kina til at underskrive Aigun-traktaten og Peking-konventionen, i følge hvilken Kina måtte afstå alle områder nord for Heilongjiang (Amur) og øst for Ussuri, herunder Sakhalin, til Rusland. Rusland oprettede en katorga (russisk: ка́торга) (straffekoloni) på Sakhalin i 1857, men japanerne blev på den sydlige del af øen 1875, hvor de ved Sankt Petersborg-traktaten overlod området til Rusland til gengæld for Kuriløerne. Efter den russisk-japanske krig underskrev Rusland og Japan Portsmouth-traktaten i 1905, hvorved den sydlige del af øen (under 50°N) blev givet tilbage til Japan, mens russerne beholdt de andre tre femtedele af området. Det sydlige Sakhalin blev administreret af Japan som Karafuto-CHO med hovedstaden Toyohara, nu Yuzhno-Sakhalinsk, og der boede et ganske stort antal indvandrere fra Japan og Korea.
I august 1945 overtog Sovjetunionen i henhold til aftaler på Jalta-konferencen kontrollen med Sakhalin. De sovjetisk angreb på det sydlige Sakhalin begyndte den 11. august 1945, som en del af den Manchuriske operation, fire dage før Japans kapitulation efter bombningen af Hiroshima. Sovjetiske tropper fik dog først kontrollen over størstedelen af øen den 16. august efter hårde kampe med japanske styrker, og først den 25. august indtog de hovedstaden Toyohara. Japanske kilder hævder, at 20.000 civile blev dræbt under invasionen.
Korean Air flight 007, et sydkoreanske civilt passagerfly, fløj over Sakhalin og blev skudt ned lige vest for øen af Sovjetunionen den 1. september 1983. Flyvemaskinen fløj ulovligt over Kamchatka-halvøen lige før det tidspunkt, hvor et SS-25 mobilt interkontinentale ballistisk missil (ICBM) blev prøveaffyret. Det besvarede ikke gentagne forsøg på opkald fra de sovjetiske myndigheder, der hævder de troede det var et spionfly. Alle 269 passagerer og besætningsmedlemmer omkom.
Den 28. maj 1995 ramte et jordskælv, der målte 7,5 på Richter-skalaen, Sakhalin og dræbte 2.000 mennesker i byen Neftegorsk.

## Øens politiske stilling
Der er aldrig blevet underskrevet en endelig fredsaftale, hvorfor status for fire nærliggende øer (Habomai, Shikotan, Kunashiri og Etorofu) stadig er omstridt. Japan har givet afkald på sit krav om suverænitet over det sydlige Sakhalin og Kurilerne i San Francisco-traktaten (1951), men hævder, at de fire øer som nu administreres af Rusland ikke var omfattet af dette. Japan giver visum til japanske og Ain-familier, som er blevet adskilt ved ændringen i status. For nylig er det økonomiske og politiske samarbejde mellem de to nationer gradvist blevet forbedret på trods af uenighed.